# Kruisafneming (Rogier van der Weyden)

Kruisafneming

De Kruisafneming is een schilderij van de Vlaamse kunstschilder Rogier van der Weyden. Dit werk is wellicht het meest invloedrijke schilderij uit de gehele 15e-eeuwse kunstgeschiedenis. Het werk bleef eeuwenlang een maatstaf voor de uitbeelding van emoties in de religieuze kunst. Het wordt nu bewaard in het Museo del Prado in Madrid onder catalogusnummer 2825.

## Geschiedenis
Van Rogier van der Weyden is geen enkel werk bewaard dat met absolute zekerheid (via bestellingen of andere documenten) aan hem kan worden toegeschreven maar over drie werken zijn de kunsthistorici het vandaag wel eens dat ze van de hand van Rogier zijn, namelijk de Miraflorestriptiek nu in de Gemäldegalerie in Berlijn, de Kruisiging van Scheut in het Escorial en de Kruisafneming in het Museo del Prado in Madrid. Er zijn trouwens wel verschillende zestiende-eeuwse bronnen die het werk toeschrijven aan Rogier. Volgens de meeste kunsthistorici werd het werk geschilderd tussen 1432 en 1435 en waarschijnlijk werkte hij toen nog in Doornik als Rogier de le Pasture.

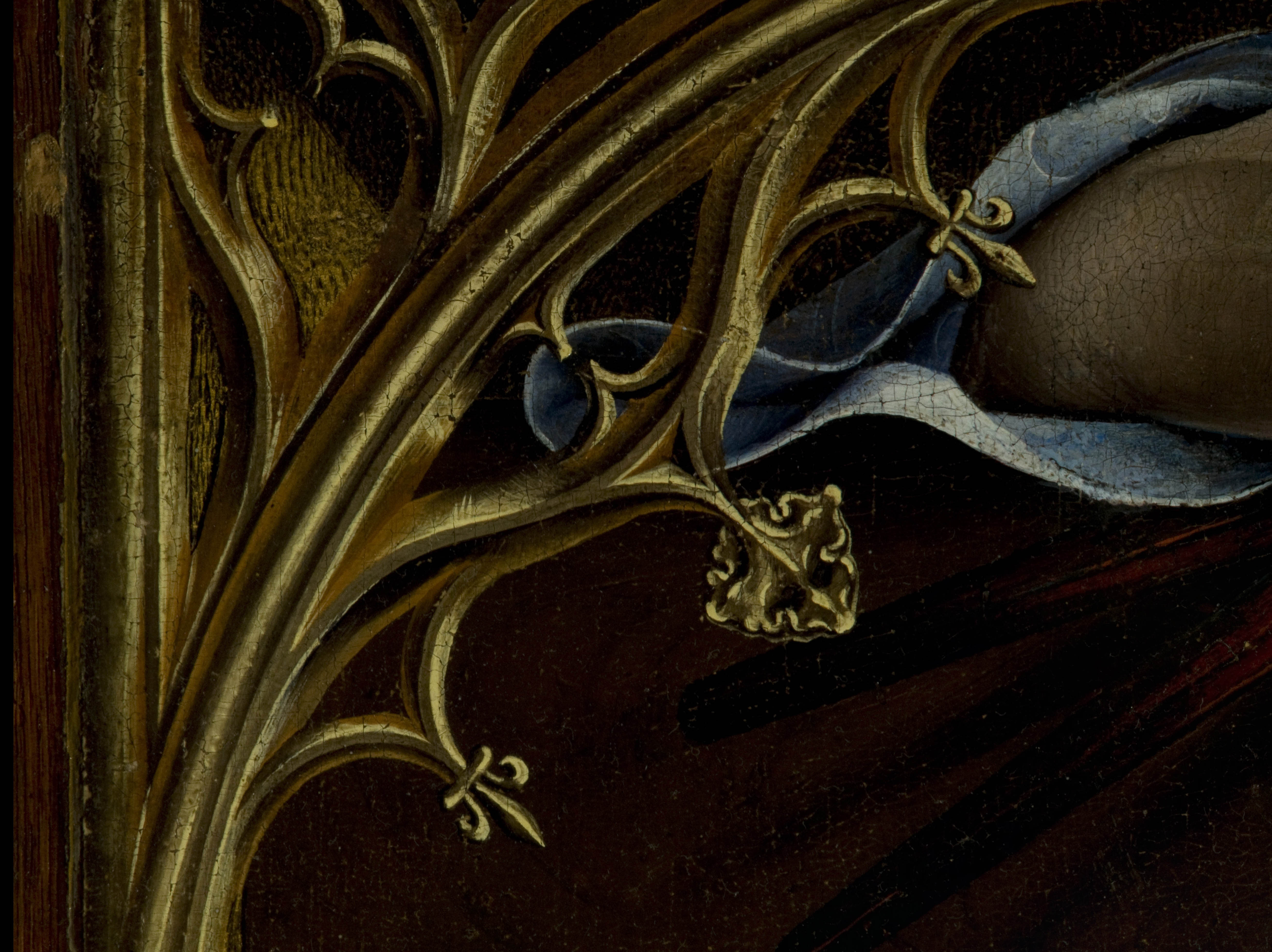
Detail van het maaswerk in het middendeel van de Kruisafneming; Doornikse lelie.

Het werk werd waarschijnlijk gemaakt in opdracht van het ‘Grote Gilde van de Voetboog’. Het bevond zich vanaf ten laatste 1443 op het hoogaltaar van de kapel van Onze-Lieve-Vrouw-van-Ginderbuiten in Leuven, de kapel van het gilde. De Kapel was gelegen aan de ‘Hoelstraat’, de huidige Tiensestraat nog net binnen de tweede ringmuur dus vlak bij de huidige Tiense Poort. Maar het is vrij waarschijnlijk dat het werk al eerder in Leuven was opgesteld, misschien al in 1435. Volgens Jan Van der Stock zou het best mogelijk dat een voornaam Leuvens Burger, Willem Edelheere, bij deze opdracht betrokken was. Alleszins laat zijn zoon enkele jaren later (1443) een kopie van het werk maken, door een onbekende schilder, voor de grafkapel van zijn vader in de Leuvense Sint-Pieterskerk.

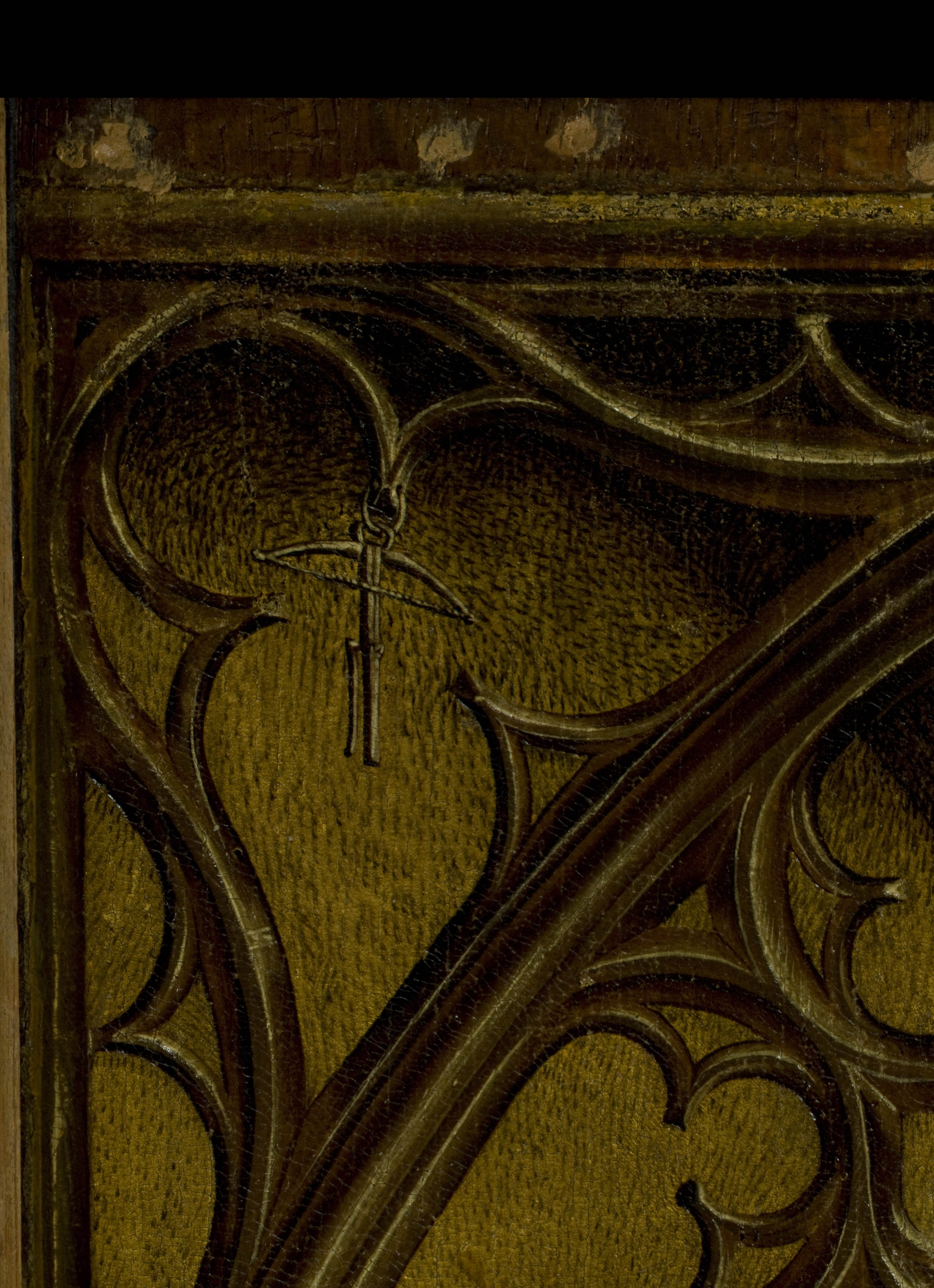
Kruisboog opgehangen in het maaswerk van de Kruisafneming.

Maria van Hongarije koopt omstreeks 1548 het schilderij van het voetbooggilde, voor een orgel van 500 gulden en een kopie van het schilderij door haar hofschilder Michiel Coxcie, een aalmoes! Ze laat het werk overbrengen naar haar nieuwe paleis in Binche, waar het in 1549 was opgesteld in de kapel.  Omstreeks 1553 laat Maria van Hongarije het paneel overbrengen naar Bergen uit veiligheidsoverwegingen. Een jaar later wordt haar paleis platgebrand door de Franse troepen van Hendrik II.
Het schilderij komt in 1555 in het bezit van Filips II, de neef van Maria, die het in 1549 bij een bezoek aan zijn tante had gezien. Vincente Alvarez die deel uitmaakte van het gezelschap van de prins zegde dat het waarschijnlijk het mooiste schilderij ter wereld was, maar vernoemde geen schilder hoewel hij ongetwijfeld wist over wie het ging. In 1564 was het opgesteld in de kapel van El Pardo, het buitenverblijf van de vorst, en in 1574 werd het overgebracht naar het zogenoemde Escorial of voluit het Real Monasterio de San Lorenzo in El Escorial. Bij het uitbreken van de Spaanse Burgeroorlog in 1936 wordt het werk overgebracht naar Valencia. Pas in 1939 komt de kruisafname terecht in het ‘Museo del Prado’ na de tentoonstelling ‘Meesterwerken uit het Prado’ in het Musée d’Art et d’Histoire te Genève.

## Beschrijving
Het schilderij is uitgevoerd in olieverf op paneel en meet 220,5 bij 259,5 cm. Het paneel is samengesteld uit 11 planken van Baltische eik en het is in uitzonderlijk goede staat bewaard gebleven. Het werk beeldt de scène uit waarin het dode lichaam van Christus van het kruis wordt gehaald door Jozef van Arimathea die aan Pontius Pilatus de toelating vroeg om het lichaam te begraven zoals beschreven werd in de vier evangelies. Bij de begrafenis was volgens het evangelie volgens Johannes ook Nikodemus aanwezig met 100 pond mirre en aloë, om het lichaam te balsemen. De aanwezigheid van Maria, de moeder van Jezus, Maria Magdalena en de apostel Johannes wordt in de evangelies wel beschreven bij de kruisiging maar niet bij de kruisafname. Bij Marcus en Mattheus wordt wel gezegd dat de vrouwen de bijzetting in het graf gadesloegen.

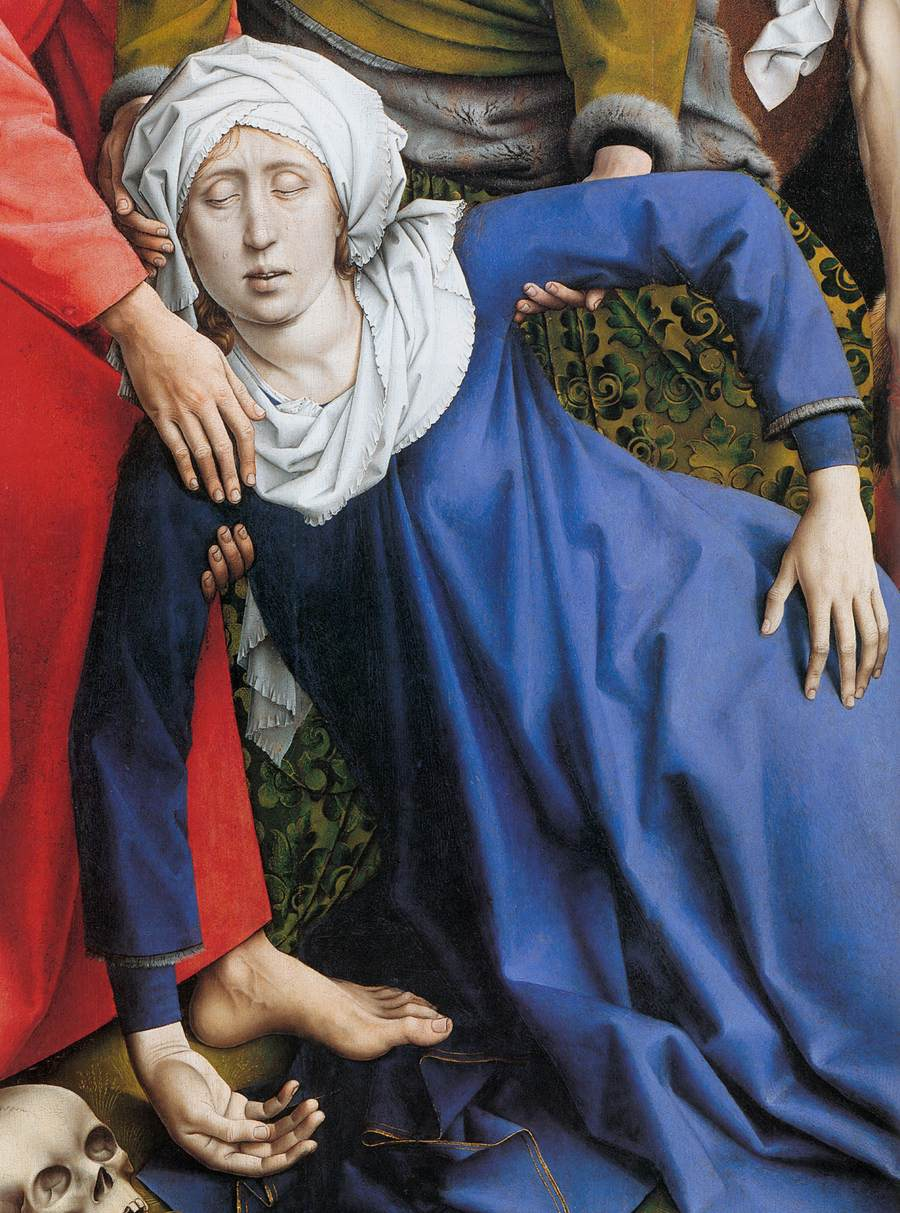
Maria valt in zwijm.

Op het schilderij zien we het tafereel waarbij Christus van het kruis wordt losgemaakt door een knecht van Jozef van Arimathea, die van de ladder afdaalt met de nagels nog in zijn rechterhand. Het levenloze lichaam van Jezus, gedrapeerd in een lijkwade, wordt ondersteund door de in een dure mantel van goudlaken geklede Jozef van Arimathea aan de linkerzijde van het kruis en door Nicodemus aan de rechterzijde. Vooraan, aan de rechterzijde van het kruis, zien we Maria, de moeder van Jezus, die overmand door het verdriet bezwijmt en nog net opgevangen wordt door Johannes en een van de heilige vrouwen, Maria Salomé. Achter Johannes staat ‘de andere Maria’,  Maria Cleophas en achter Jozef van Arimathea zien we misschien een dienaar van Nicodemus of van Maria Magdalena met een balsemkruik. Uiterst links van het kruis staat de handenwringende Maria Magdalena ten prooi aan wanhoop. Alle personen op het schilderij zijn aan het wenen behalve Nicodemus, en de twee dienaren.
Merk op dat, ondanks het feit dat een dergelijke handeling in realiteit een vrij bloederige bedoening moet zijn geweest, alle personages er in smetteloze kleren bijstaan. Van de knecht op de ladder in zijn mooie damasten tuniek en satijnen broek tot de gewaden van Nicodemus,  Jozef van Arimathea en de Heilige Maagd. Ook het lichaam van Jezus is op de verwondingen van de kruisiging na smetteloos. Sporen van de geseling die hij te verduren kreeg zijn niet te merken en op de lijkwade zelf is evenmin een spatje bloed te zien. Zelfs het lendendoek waaronder het bloed over Christus zijn been loopt blijft vlekkeloos. Dit was de normale manier van voorstellen van dergelijke scènes, zelfs bij de meest gruwelijke martelscènes bleven slachtoffer, beulen en omstaander er netjes uitzien. Dit is dus een aspect waar Van der Weyden zich duidelijk aansloot bij de gangbare opvattingen.
Er zijn ook een paar merkwaardige details terug te vinden. In het maaswerk in de hoeken van de retabelkist zijn bovenaan de lelies uit het Doornikse wapen verwerkt en in de hoeken boven Maria Magdalena en Maria Cleophas zijn kruisboogjes opgehangen in het maaswerk, kleine details die misschien informatie verschaffen over de herkomst en de bestemming van het werk uit de hand van de meester zelf.
De schedel en het been op de voorgrond bevestigen dat het tafereel zich afspeelt op de heuvel Golgotha waar volgens de traditie Adam zou begraven zijn. Dit was een klassiek symbool bij het schilderen van kruisigingen.

## Compositie

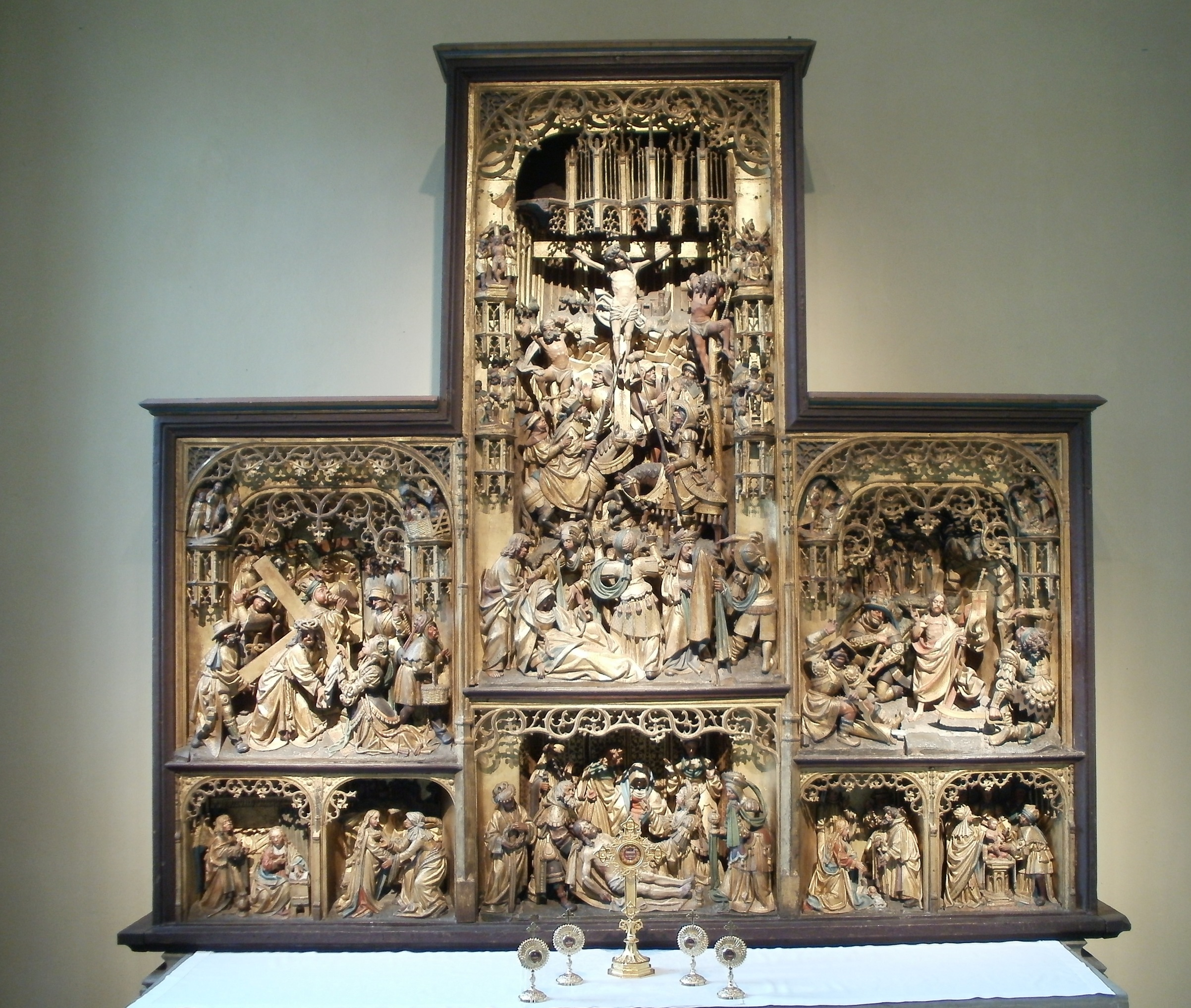
voorbeeld van een Antwerps retabel met een gelijkaardige vorm. Retabel in de ‘St. Kornelius und Cyprian’ in Kirrlach.

De ietwat te grote figuren van het werk zitten als het ware gevat in een bak met in het midden een verhoging om het kruis af te beelden. Dergelijke retabelkasten met gebeeldhouwde taferelen kwamen vrij veel voor in het Brabantse in die periode. De schilderstijl van de figuren verwijst naar gepolychromeerde beelden en er wordt dan ook gezegd dat het Rogiers bedoeling was om een gepolychromeerd retabel voor te stellen. Maar Van der Weyden gaat veel verder dan dat, de retabelkast is hoogstens een schouderbreedte diep (zie de figuur van Maria Magdalena die tegen de kast aanleunt) en toch slaagt Rogier erin om vijf dieptelagen voor te stellen: Maria die in zwijm valt, achter haar het lichaam van Christus met Jozef van Arimathea achter hem, het vlak van het kruis en daarachter de helper in zijn damasten tuniek. Het is dus veel meer dan het omzetten van een reliëfvoorstelling naar een tweedimensionaal schilderij wat hier gerealiseerd werd. Uiteraard vertelt Rogier van der Weyden een verhaal in zijn schilderij en beeldt hij op een sublieme manier de emoties uit die bij het verhaal horen, maar zoals Campbell zegt in zijn essay, intensifieert hij die emoties door de lijnen, hoeken vormen en kleuren van zijn compositie en door de contradicties in de compositie. Zijn schilderij is geen statisch gebeuren, maar een tableau vivant met mensen van vlees en bloed, het vastleggen van een dynamisch gebeuren in een momentopname.
De zorgvuldig bestudeerde compositie met het rijm in de armbeweging van twee op de voorgrond geplaatste figuren (Maria en haar zoon) en de naar linksonder vallende compositielijn geven het thema van de kruisafneming (dat al geladen is) nog meer dramatiek mee. Ook de figuren van Maria Salomé en Jozef van Arimathea  zijn betrokken in het beeldrijm terwijl Johannes en Maria Magdalena in hun gespiegelde houding de groep als het ware omsluiten. De compositie lijkt dus perfect gebalanceerd en evenwichtig en toch is ze niet symmetrisch: er staan langs de rechterkant van het werk vijf personen afgebeeld, tegenover drie op de linkerkant en wat de hoofden betreft staan er zes rechts en slechts vier links van het kruis. Door dergelijke tegenstellingen in de compositie weet Rogier de aandacht van de toeschouwer vast te houden.

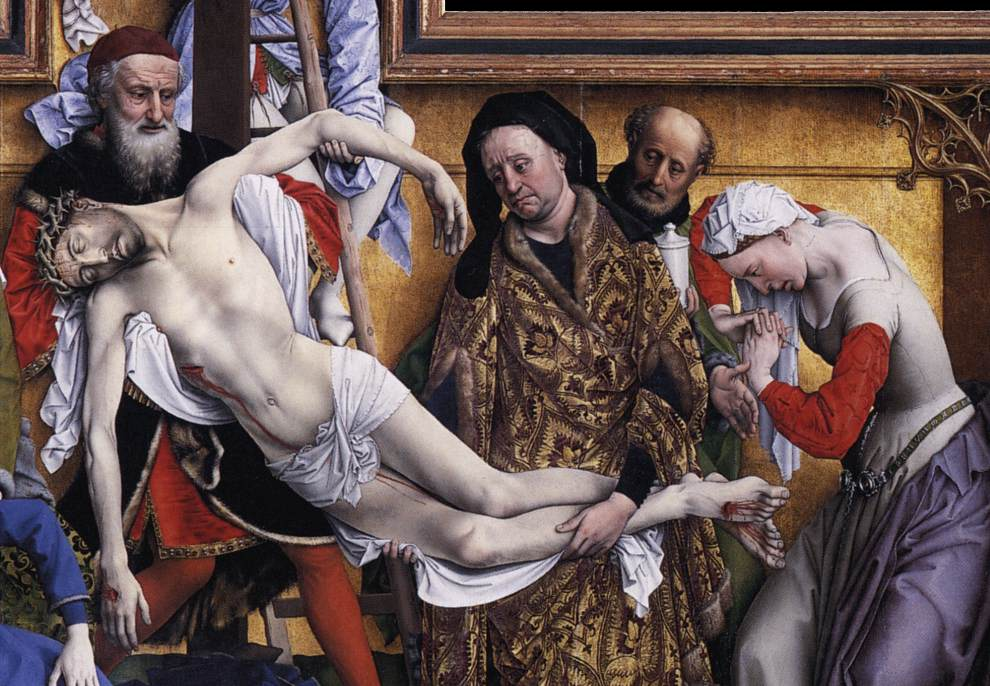
Nicodemus en Jozef van Arimathea met het dode lichaam van Christus.

Een ander voorbeeld van de contradicties die Rogier in zijn werk plaatste is de botsing tussen het dynamische van de groep die het lichaam van Christus draagt en klaar staat om het schilderij langs de rechterkant te verlaten, maar daar 'staat' Maria Magdalena handenwringend haar verdriet te verwerken. De beweging (de val) van Maria naar links en de veronderstelde beweging van het van het kruis afgenomen lichaam naar rechts is weer een van die tegenstellingen en ook het onmogelijke perspectief van de ladder die bovenaan tegen de achterzijde van het kruis leunt maar onderaan voor het kruis op de grond lijkt te staan zou een dergelijke ‘spielerei’ zijn die Rogier bewust in zijn werk plaatste, want hij verlengde het been en kleed van Maria om de exacte plaats van de ladderspoot te verbergen. Dirk De Vos vergelijkt de compositie van Rogier in dit licht met de techniek van de 'tegenmelodie' of contrapunt in de muziek.
Vrij bijzonder in de compositie is ook de houding van Maria. De in elkaar zakkende Moeder Gods werd afgebeeld in dezelfde houding als het dode lichaam van haar zoon. Hiermee toonde de schilder de compassio, het deelnemen in de passie van haar Zoon, en daardoor haar deelname aan het verlossingswerk van Christus. In Rogiers tijd was dit een theologische opvatting die vrij populair was, in de veertiende en de vijftiende eeuw nam de verering van de Moeder van Smarten sterk toe. Het is mogelijk dat Rogier van der Weyden hierbij beïnvloed werd door de teksten van de Moderne Devotie en inzonderheid door de De imitatione Christi (Over de navolging van Christus) van Thomas a Kempis. Het lijden van Maria wordt op Rogiers schilderij zeer letterlijk afgebeeld als een imitatio” van Christus.
De figuur van Christus is niet afgebeeld volgens de picturale traditie van Rogiers tijd, met de armen aangesloten tegen het lichaam. Van der Weyden schilderde het lichaam van Jezus en van Maria in de vorm van een kruisboog. Dit zou een verwijzing kunnen zijn naar de opdrachtgevers van het werk maar Amy Powell refereert aan een populaire metafoor in de middeleeuwse theologie die de figuur van Christus op het kruis vergeleek met een opgespannen kruisboog, bij Van der Weyden werd het een ontspannen boog. 

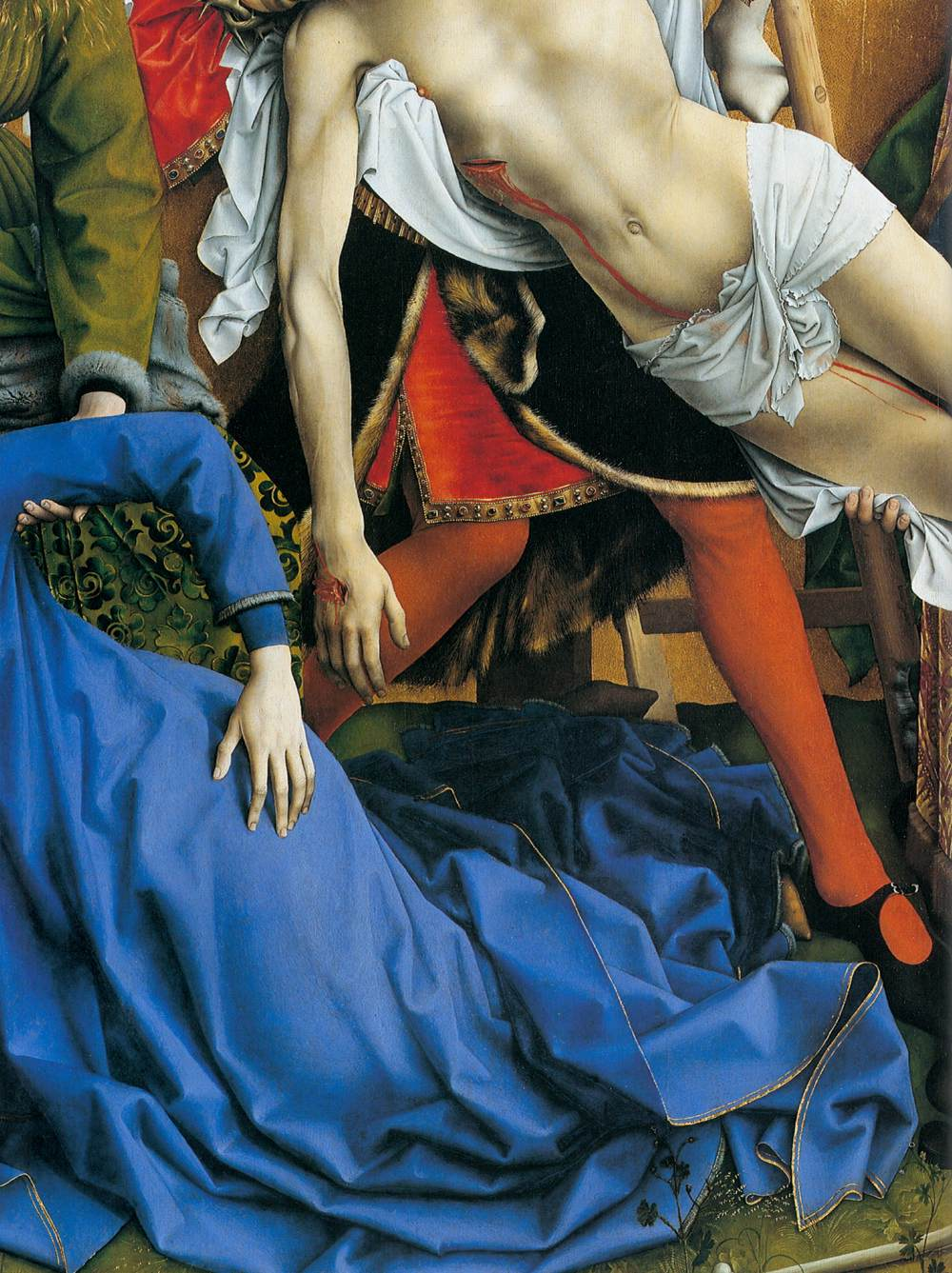
Detail van de plaatsing van de ladder.

Alle personen afgebeeld in het ‘tableau vivant’ dat Van der Weyden schilderde zijn uitgedost in prachtige gewaden. Maar het is duidelijk te zien dat ze niet de tijd genomen hebben om met hun dure kleding perfect voor de dag te komen. Maria Magdalena heeft gauw een mantel omgeslagen boven haar onderkleed en snel een sluier over haar vlechten gegooid, de mantel had ze niet vastgemaakt zodat die helemaal wegglijdt. Jozef van Arimathea heeft zijn kraag open gelaten. Maria Salomé vond niet zo dadelijk een passende gordel en heeft dan maar een touw genomen om haar bovenkleed vast te gorden, haar loshangende haar was ook niet onder de sluier verborgen zoals het hoorde en ook Maria Cleophas had haar mantel niet dichtgeknoopt want hij glijdt weg en ze moet hem ophouden met haar linkerhand. Deze details maken de afgebeelde personen en het tafereel levensecht, en scheppen een wonderlijk contrast met de achtergrond van de vergulde retabelkast.
Samenvattend kan men zeggen dat het werk is geconcipieerd om de aandacht van de toeschouwer vast te houden en zijn ‘mede-lijden’ met het lijden van Christus op te wekken. De bedoeling van Rogier van der Weyden met dit schilderij was de toeschouwer emotioneel diep te raken en hij deed dit met de prachtig afgebeelde treurende personages maar evenzeer via allerlei compositorische middelen die het vertellende aspect van het werk overstijgen. Gemeten aan de reacties die het werk losmaakte in de tijd van Rogier, maar ook vandaag nog, kan men zeggen dat hij meesterlijk in zijn opzet is geslaagd. Campbell besluit zijn inleiding over het werk met de uitspraak dat Van der Weyden met dit werk dichter bij Matisse of de Picasso van de ‘Guernica’ staat dan bij zijn tijdgenoten.

## Belang
Dit werk is wellicht het meest invloedrijke schilderij uit de gehele 15e-eeuwse kunstgeschiedenis. Het bleef eeuwenlang een maatstaf voor de uitbeelding van emoties in de religieuze kunst. Van der Weyden oversteeg het realistisch afbeelden van de werkelijkheid dat in de Vlaamse kunst was geïntroduceerd door Campin en Jan van Eyck, door van zijn personages mensen van vlees en bloed te maken die duidelijk hun emoties tonen. De kruisafneming werd dan ook talloze malen gekopieerd door andere kunstenaars, zowel in de originele versie als in aangepaste versies en formaten. In totaal zijn er 50 kopieën van het werk bewaard gebleven. De eerste, de zogenoemde ‘Edelheeretriptiek’ werd reeds, zoals hoger vermeld, in 1443 nog tijdens het leven van Rogier gemaakt. Maar het was in het laatste kwart van de vijftiende eeuw dat de meeste kopieën, die het origineel getrouw volgden, ontstonden. In de zestiende eeuw schildert ook Joos van Cleve nog een kopie de ‘Kruisafneming’ maar die situeert het gebeuren in een landschap in de stijl van Joachim Patinir. Dit type wordt door de Antwerpse collega’s van Joos van Cleve overgenomen. Daarna gaat men kleinere doeken maken en kopieën in een verticaal kader om beter de diepte van het landschap te kunnen weergeven. De Antwerpenaar Marcellus Coffermans schilderde tot bij zijn dood in 1575 kruisafnemingen naar Rogier in alle maten en standen als devotiepanelen voor de vrije markt. Met de introductie van het landschap verliest het ontwerp veel van zijn emotionele inhoud.